# SS Folgore/Falciano
SS Folgore/Falciano – sanmaryński klub piłkarski z siedzibą w Falciano. Bierze udział w rozgrywkach Campionato Sammarinese. Klub powstał w 1972 roku. Pięciokrotnie sięgał po mistrzostwo San Marino (1996/1997, 1997/1998, 1999/2000, 2014/2015 oraz 2020/2021), raz po Coppa Titano (2014/2015) oraz dwukrotnie po Trofeo Federale (1997, 2000). W 2000 roku grał w rundzie eliminacyjnej Pucharu UEFA, dwukrotnie przegrał ze szwajcarskim FC Basel (1:5 oraz 0:7).

## Europejskie puchary
Legenda do wszystkich tabel:
- Q – runda eliminacyjna, 1/16, 1/8, 1/4, 1/2 – odpowiednia faza rozgrywek, Grupa – runda grupowa, 1r gr – pierwsza runda grupowa, 2r gr – druga runda grupowa, F – finał, R – runda, PO – play-off
- k. – rzuty karne, los. – losowanie, Dogr. – dogrywka, w. – zasada bramek strzelonych na wyjeździe

| Sezon   | Rozgrywki               | Runda | Klub                | Dom     | Wyjazd  | Ogólnie |
| ------- | ----------------------- | ----- | ------------------- | ------- | ------- | ------- |
| 2000/01 | Puchar UEFA             | Q     | FC Basel            | 1–5     | 0–7     | 1–12    |
| 2014/15 | Liga Europy             | 1Q    | Budućnost Podgorica | 1–2     | 0–3     | 1–5     |
| 2015/16 | Liga Mistrzów           | 1Q    | Piunik Erywań       | 1–2     | 1–2     | 2–4     |
| 2016/17 | Liga Europy             | 1Q    | AEK Larnaka         | 1–3     | 0–3     | 1–6     |
| 2017/18 | Liga Europy             | 1Q    | Valletta            | 0–1     | 0–2     | 0–3     |
| 2018/19 | Liga Europy             | 1Q    | UE Engordany        | 1–1     | 1–2     | 2–3     |
| 2021/22 | Liga Mistrzów           | PQ    | FC Prishtina        | 0–2 (N) | 0–2 (N) | 0–2 (N) |
| 2021/22 | Liga Konferencji Europy | 2Q    | Hibernians          | 1–3     | 2–4     | 3–7     |